# Emmanuel (Bíblia)

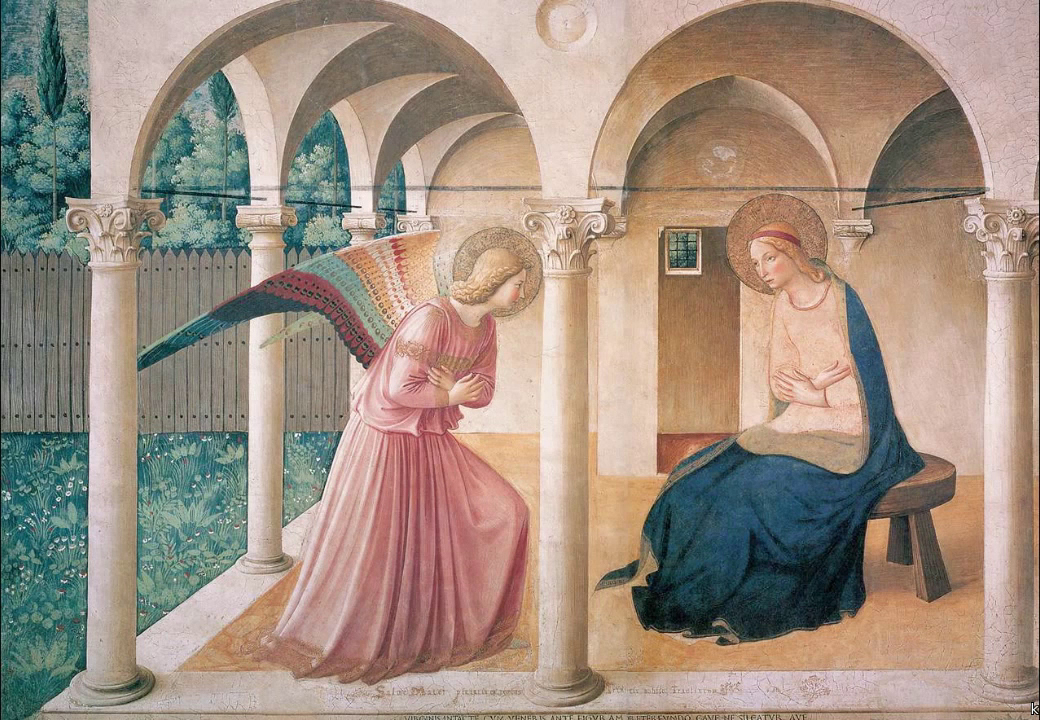
Un àngel anuncia el naixement de Jesús a Maria. (Fra Angelico, a principis de. Museu di San Marco, Florència).

Emmanuel o Immanu'el (en hebreu עמנואל, compost per les paraules עמנו, Immānū que significa «amb nosaltres», i אל, El que significa «Déu»,  o sigui «Déu amb nosaltres») és un nom hebreu que apareix a la Bíblia al llibre d'Isaïes, i en el Nou Testament quan Mateu cita Isaïes 7:14.

## Ús en el cristianisme
La fe cristiana sosté que Emmanuel és el messies anunciat en les profecies d'Isaïes. A Isaïes 8:8, es parla de "la terra d'Emmanuel", encara que en un altre passatge que s'anomena la terra o l'herència de Déu, perquè Emmanuel i Déu s'identifiquen. Una vegada més, en el text hebreu d'Isaïes 8:9-10, el profeta prediu la inutilitat de tots els enemics en contra dels governs de Palestina, a causa d'Emmanuel.
Les característiques del nen Emmanuel, tal com es descriu en Isaïes 9:6-7, són considerades pels cristians com una indicació de la seva missió messiànica. Fins i tot les benediccions portades per Emmanuel a la terra i descrites a Isaïes 11:1-16 són de tipus messiànic. D'altra banda, l'Evangeli de Mateu (Mateu 1:23) identifica expressament l'Emmanuel amb Jesús, el Messies, i així, la tradició cristiana ha ensenyat aquesta doctrina.
Els cristians sostenen que Emmanuel, tal com es descriu en Isaïes no pot ser una persona ideal o metafòrica, i no es pot identificar amb la regeneració del poble d'Israel, ni amb la fe religiosa, "perque es menja la mantega i la mel". Es creu que tant el text com el context indiquen que el profeta no es referia a un nen, sinó a un adult.
Cristians i jueus difereixen entre si pel que fa al nom Emmanuel, pels jueus es refereix a un fill d'Isaïes, o potser al fill d'Acaz, Ezequies. També hi ha qui creu que Immanuel no pot ser Jesús, per tres raons, la primera diu que quan els àngels van parlar a Maria no li van dir que el seu fill seria anomenat Emmanuel. En segon lloc, els seus pares li van posar Jesús (Yeshua). I finalment, perquè en Isaïes 9:6 es diu que "... El seu nom serà anomenat Admirable Conseller, Déu fort, Pare Etern, Príncep de la Pau". Els cristians citen Mateu, que creu que Jesucrist és el compliment de la profecia perquè s'anomena "Déu és amb nosaltres" o "Emmanuel".

### Nativitat de Jesús

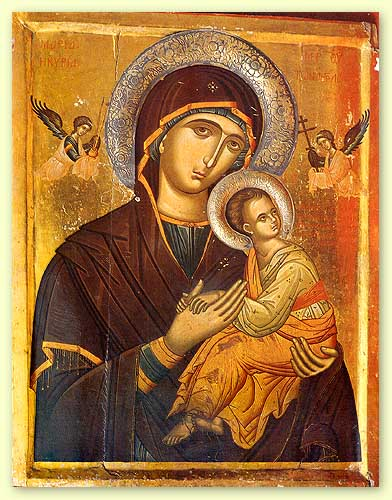
Icone de Maria la celebració del nen Emmanuel (. Monestir de Santa Caterina del Sinaí)

L'Evangeli segons Mateu ens diu: "un àngel del Senyor" s'apareix a Josep en un somni i li diu: "ella [Maria] tindrà un fill, i li posaràs el nom de Jesús, perquè ell salvarà dels pecats al seu poble". El text continua amb el comentari: "Tot això va succeir per complir amb el qual el Senyor havia dit pel profeta: «Heus aquí la verge concebrà i tindrà un fill, i li posaran per nom Emmanuel, que vol dir Déu és amb nosaltres".
En lloc d'utilitzar el text Masorètic, que constitueix la base de la majoria de les traduccions cristianes modernes de l'Antic Testament, Mateu cita l'escriptura agafant el text de la Septuaginta.
Altres estudiosos fent referència a Isaïes, sostenen que és molt més probable que l'autor d'Isaïes es referís en el text, en temps passat, el que implica que El Salvador en qüestió ja s'havia concebut quan el llibre d'Isaïes va ser escrit. També és significatiu el fet que Mateu utilitza el terme grec Parthenos, en general traduït com a verge, però Isaïes utilitzà la paraula hebrea almah, que es tradueix com a jove.
El propòsit de la cita s'entén millor en observar el context en què es fa servir el text. Israel es troba en el moment històric de l'amenaça de l'imperi assiri sobre el seu territori i Isaïes pensa que si els jueus segueixen en pecat, l'imperi assiri serà l'instrument de Déu per la seva venjança, però si el poble canvia, Déu enviarà un salvador per alliberar la nació.
Als ulls dels estudiosos, com Carter, Mateu utilitza la situació com una al·legoria. En el moment en què va ser escrit, els jueus patien el jou de l'imperi romà, Immanuel els portaria a la salvació, si acceptaven el messies. Però si el rebutjaven, Roma seria l'instrument de càstig contra el poble jueu.

## Ús en el judaisme
El judaisme entén els passatges d'Isaïes, en el sentit que es refereixen literalment a un nen nascut durant el regnat del rei Acaz, a qui la profecia va ser feta, i no considera que els versos estiguin connectats de cap manera amb el Messies. Les opinions difereixen si es tracta d'un fill d'Isaïes o d'Acaz i en aquest últim cas, si és el personatge que va governar després d'Acaz. D'acord amb el còmput de Rashied Ezequies tindria 9 anys en aquell moment. Rashied interpreta que fa referència a un fill d'Isaïes.

## Marció
Segons Marció, fundador del Marcionisme, el Messies de l'Antic Testament es dirà Emmanuel i no Jesús tal com diuen les profecies. Emmanuel, el Messies jueu estaria destinat de manera exclusiva al poble jueu i només tindria prosèlits jueus, els descendents de David. A més contra ell s'aixecaran els pobles i els imperis i ell respondrà militarment. Marció deia que aquest Messies no ha arribat ni s'ha complert aquesta profecia amb Crist, ni a l'Antic ni en el Nou Testament.